# Urelytrum agropyroides
Urelytrum agropyroides är en gräsart som först beskrevs av Eduard Hackel, och fick sitt nu gällande namn av Eduard Hackel. Urelytrum agropyroides ingår i släktet Urelytrum och familjen gräs. Inga underarter finns listade i Catalogue of Life.